# Friedrich Bartels (Politiker)
Friedrich Bartels (* 28. März 1871 in Loitz; † 11. November 1931 in Berlin) war ein deutscher Gewerkschafter und sozialdemokratischer Politiker. Zuletzt war er Präsident des preußischen Landtages.

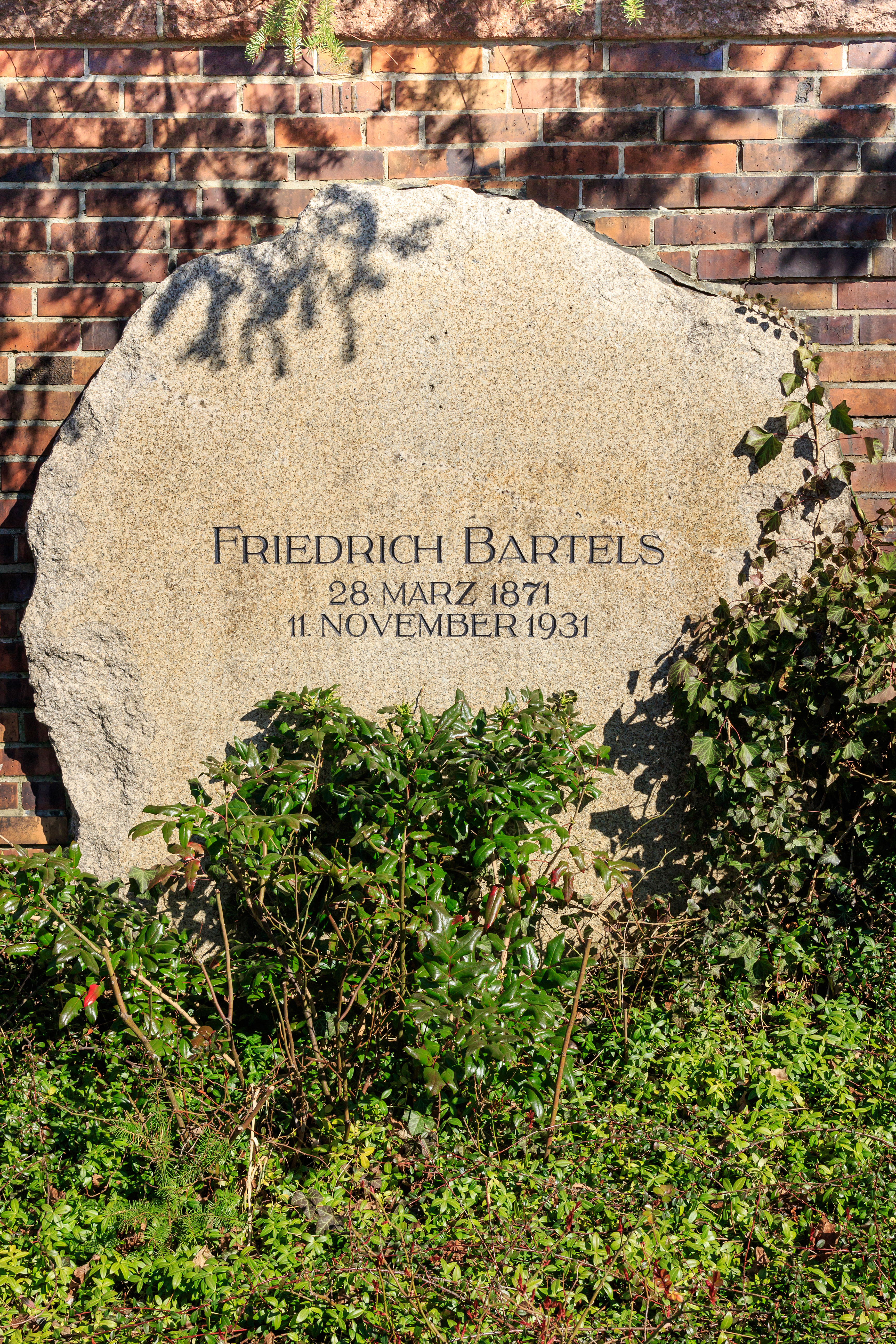
Das Grab von Friedrich Bartels

Bartels stammte aus einer Häuslerfamilie in Pommern und machte nach der Volksschule eine Malerausbildung. Bis 1904 arbeitete Bartels als Malergeselle.
Seine Gesellenwanderung führte ihn nach Hamburg, wo ein Streik ihn zum Eintritt in die freien Gewerkschaften veranlasste. Bereits ab 1892 war er ehrenamtlicher Partei- und Gewerkschaftsfunktionäre in Hamburg. Ab 1904 arbeitete Bartels hauptamtlich für den Malerverband zuletzt als angestellter Gauleiter für Hamburg. Zwischen 1906 und 1913 war er Bezirksparteisekretär der SPD für Schleswig-Holstein mit Sitz in Altona. Außerdem war er Redakteur der monatlichen Parteizeitung „Schleswig-Holsteinische Landpost“. Zwischen 1904 und 1913 war er außerdem Mitglied der Hamburger Bürgerschaft.
Von 1913 bis 1919 arbeitete Bartels als Parteisekretär beim zentralen SPD-Parteivorstand in Berlin. Von 1919 bis zu seinem Tod war er Kassierer im Vorstand der SPD. Ab 1921 war Bartels Mitglied im Hauptvorstand der Arbeiterjugendvereine.
Seit 1919 war Bartels Mitglied zunächst der verfassungsgebenden preußischen Landesversammlung und danach bis zu seinem Tod des preußischen Landtages. Zwischen 1925 und 1931 war er Präsident des Landtages.
Begraben ist Bartels auf dem Zentralfriedhof Friedrichsfelde in Berlin-Lichtenberg. Seine Grabstätte wurde 1950 in die damals von der DDR-Führung neu errichtete Gedenkstätte der Sozialisten integriert und gehört seither zur Reihe der Gräber und Denkmäler an deren Ringmauer.